# Badr Banoun
Badr Banoun (Casablanca, 30 de setembro de 1993), é um futebolista marroquino que atua como zagueiro. Atualmente, joga pelo Raja Casablanca.

## Carreira
Foi convocado para defender a Seleção Marroquina de Futebol na Copa do Mundo de 2018.